# Phố Hàng Dầu

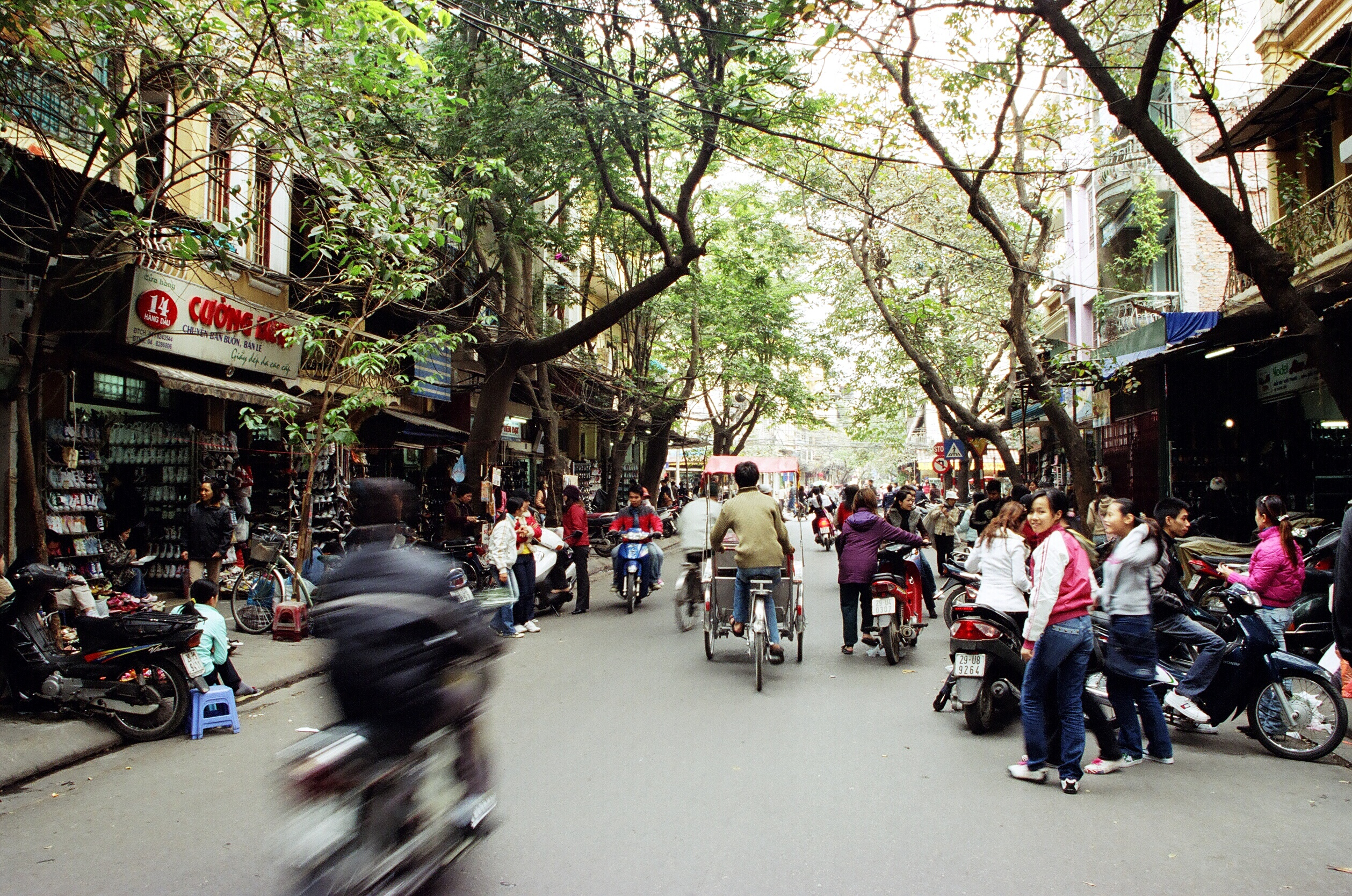
Phố Hàng Dầu ngày nay chủ yếu buôn bán giày dép.

Hàng Dầu là một tuyến phố cổ thuộc quận Hoàn Kiếm, chạy từ ngã tư Hàng Thùng nối với phố Hàng Bè tới phố Đinh Tiên Hoàng, đoạn trước đền Ngọc Sơn.

## Lịch sử
Phố Hàng Dầu được xây dựng trên nền đất xưa vốn thuộc thôn Nhiễm Thượng, tổng Hữu Túc, huyện Thọ Xương.
Thời Pháp thuộc phố có tên là phố Bên Hồ (Rue de Lac), từ sau năm 1945 mới đổi tên thành Hàng Dầu. Phố này trước đây có bán các thứ dầu thảo mộc (dầu lạc, dầu vừng, dầu bông...) dùng để ăn và thắp đèn, vì vậy mới có tên là Hàng Dầu.
Phố Hàng Dầu ngày nay chuyên bán các loại giày dép. Ở số nhà 47 là trụ sở Sở Văn hóa & Thể thao Thành phố Hà Nội. Phố thuộc hai phường Hàng Bạc và Lý Thái Tổ, quận Hoàn Kiếm.
Đoạn giao với đền Bà Kiệu có một bãi đất trống, dựng tượng đài Cảm tử quân, xưa kia là rạp chiếu phim đầu tiên ở Việt Nam do người Pháp dựng lên: rạp Pathé